# DVD+R DS
DVD+R DS(DS stand for Double Side)는 DVD+R의 종류 중 하나로, 여러번 쓰고 지울 수 있는 DVD+RW와 달리 한번만 쓰기가 가능하다.

## 같이 보기
- DVD
- DVD+R
- DVD-R
- DVD+RW

## 참조
1. ↑  “What is DVD+R, DVD-R and DVD±R?”. 2010년 12월 29일에 원본 문서에서 보존된 문서. 2011년 1월 5일에 확인함.
2. ↑  “What is DVD+R disc”. 2010년 6월 25일에 원본 문서에서 보존된 문서. 2011년 1월 5일에 확인함.